# Bandera d'Uganda
La bandera d'Uganda va ser adoptada amb la independència del país el 9 d'octubre de 1962.

## Descripció
La bandera es compon de sis bandes horitzontals iguals que alternen negre, a dalt, groc i vermells i està ornada d'un cercle blanc que porta una grua reial, símbol nacional del temps de la dominació anglesa, que està sobre una sola pota i fa cara al mar.
Els colors són els típics del Congrés del Poble Ugandès (Uganda People's Congress), partit que va portar les lluites per la independència. Simbolitzen igualment el poble africà, en negre, el sol, en groc, i la fraternitat entre els africans que és la sang comuna a tots els pobles.
Fou elaborada pel primer ministre la justícia del país, Grace Ibingira.

## Altres banderes

Estendard del governor d'Uganda (1914 - març, 1962)
Estendard presidencial d'Uganda

## Banderes històriques

Bandera del Protectorat britànic d'Uganda (1914- març, 1962)
Bandera nacional (març - 9 d'octubre de 1962)